# Gabriel Dorobanțu
Gabriel Dorobanțu (n. 3 ianuarie 1953, București, România) este un cântăreț român de muzică ușoară.
Este cunoscut publicului pentru șlagărul Hai,vino iar în gara noastră mică!.

## Biografie
A absolvit Liceului Teoretic „Tudor Vladimirescu” din București, Secția umanistă, și Școala Populară de Artă, Secția Canto, clasa profesoarei Florica Orăscu . A fost membru al corului de copii la Palatul Copiilor, timp de 7 ani, și a studiat în particular pianul cu Fromi Moreno și arta actoriei cu Tamara Scarlatos.
În anul 1980 a participat la concursul „București 80” și a obținut Premiul al III-lea la secțiunea muzică ușoară, iar în anul 1981 a participat la Festivalul de interpretare „Mărțișor” de la Dorohoi, unde a obținut trofeul „Mărțișor”.
A debutat ca interpret de muzică ușoară în anul 1983, la vârsta de 30 de ani, în cadrul Festivalului Concurs de la Mamaia, unde obține Mențiune la Secțiunea "Interpretare", cu melodia Ochii tăi (compozitor Vasile Veselovschi, versuri Mihai Maximilian), melodie devenită ulterior șlagăr.
A lucrat timp de cinci ani în calitate de proiectant într-un atelier de proiectare.
Deși ajuns la vârsta senectuții, Gabriel Dorobanțu își continuă activitatea artistică, întotdeauna cu mare succes de public. De-a lungul timpului, Gabriel Dorobanțu a interpretat zeci de melodii sensibile, romantice (multe fiind cântece de dragoste), creații ale compozitorilor români sau cover-uri după șlagăre internaționale. Câteva cântece interpretate de Gabriel Dorobanțu sunt compuse/aranjate de el. Cel mai mare și cunoscut succes al său este șlagărul ,,Hai, vino iar în gara noastră mică!" de Dumitru Lupu.
De-a lungul carierei a efectuat turnee de succes în: Statele Unite ale Americii, Germania, Italia, Belgia, Anglia, Republica Moldova, Israel, Spania, Kuweit, etc.

## Premii
- 1987 - Premiu la Secțiunea "Șlagăre" din cadrul Festivalului de la Mamaia.
- 1989 - Premiu la Secțiunea "Șlagăre" din cadrul Festivalului de la Mamaia.
- 1997 - Premiul Uniunii Compozitorilor pentru Discul de Autor Santa Maria Maggiore, cu melodii semnate de autorul moldovean Petre Teodorovici.
- 2007 - Discul de Aur pentru Record de Vânzări a CD-ului O picătură de amor, produs de Electrecord.
- 2008 - Discul de Aur pentru Record de Vânzări a CD-ului Izvorul iubirii, produs de Ovo Music.

## Discografie
Gabriel Dorobanțu a înregistrat aproximativ 400 de piese, care se regăsesc pe cele patru discuri vinil și opt CD-uri.
- Tu ești raza mea de soare, 1990;
- Santa Maria Maggiore, 1993;
- Să nu vii iar să mă cauți, 1994;
- Te rog să mă ierți, 1996;
- Declarație de dragoste, 1997;
- C’est La Vie, 1999;
- Autograf, 2001;
- În lumea romantică, 2003;
- O picătură de amor”, 2005;
- Izvorul iubirii, 2008;
- Povestea nu s-a terminat, 2011.

## Filmografie
Trupa de show, 2008; Dramaticus, 2009; Tabăra lui Dorobel, regia Dumitru Cucu, (2011); Peștele verde, regia Dumitru Cucu, (2017).